# تشنغدو جيه-20
جي-20 (بالصينية: 歼 -20)، المعروف أيضًا باسم التنين الجبار كما يسميها الصينيين، وهي مقاتلة من الجيل الخامس ذات مقعد واحد، واثنين لاحقا حسب ما صرح به بعض المسؤلين الصينيين. ذات محركين، تعمل في جميع الأحوال الجوية، طورتها شركة تشنغدو لصناعة الطائرات الصينية لحساب القوات الجوية لجيش التحرير الشعبي الصيني (PLAAF). تم تصميمها كمقاتلة تفوق جوي مع قدرة الضربة الدقيقة؛ وهي تنحدر من برنامج J-XX في التسعينيات.
قامت الجي-20 برحلتها الأولى في 11 يناير 2011، وتم الكشف عنها رسميًا في معرض الصين الدولي للطيران والفضاء 2016. ودخلت الطائرة الخدمة لدى في مارس 2017 ، وبدأت مرحلة التدريب القتالي في سبتمبر 2017. تم تكوين أول وحدة قتالية من طراز جي-20 في فبراير 2018.
وهي ثالث طائرة مقاتلة شبحية من الجيل الخامس في العالم تعمل بعد الإف-22 والإف-35.

## التطوير

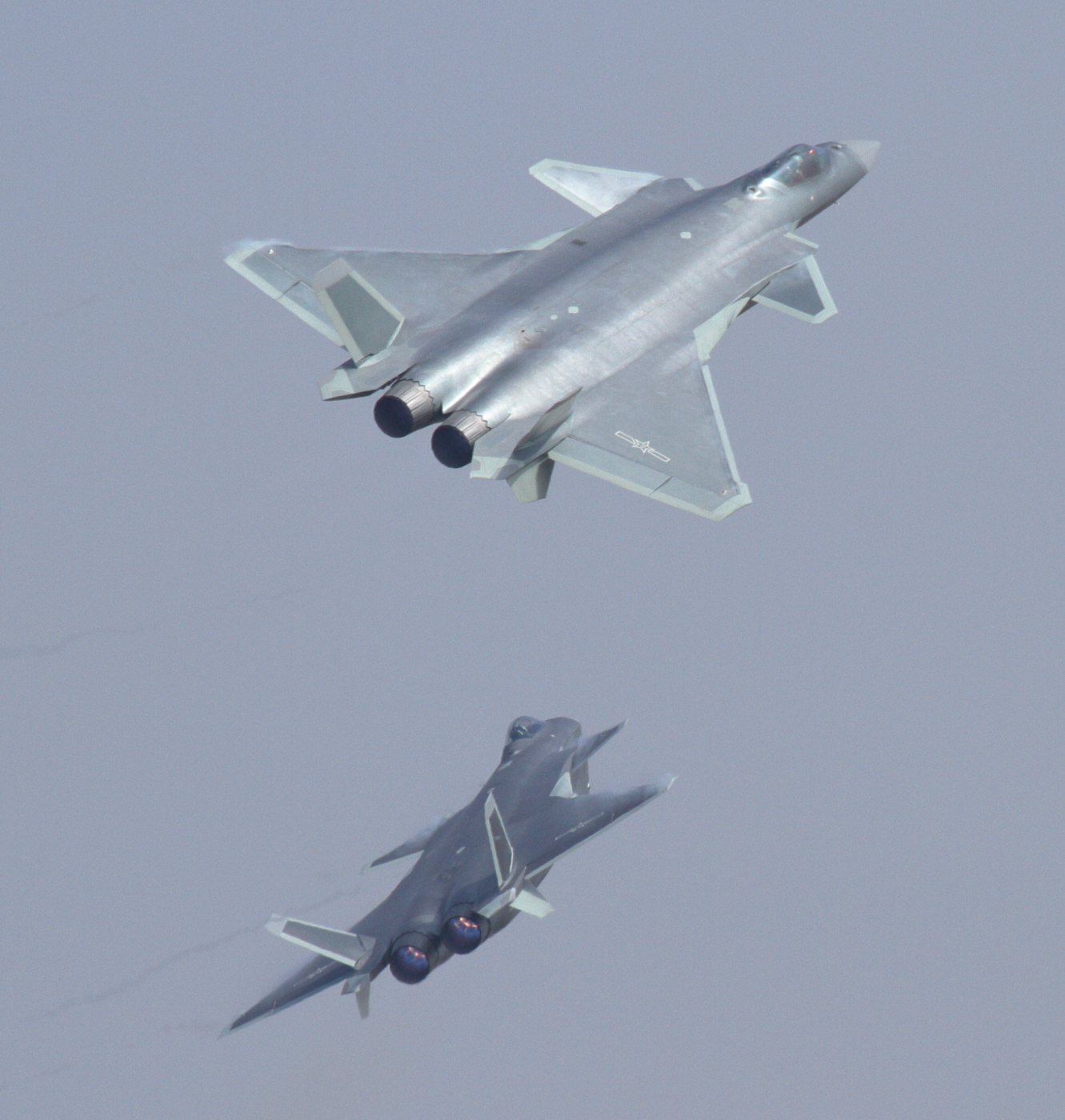
أول ظهور علني لحي-20 في معرض الصين للطيران والفضاء 2016.

بدأ برنامج تطوير J-XX في أواخر التسعينيات. حيث قدمت شركة تشنغدو لصناعة الطائرات اقتراح طائرة من الجيل الخامس Project 718، وحصلت على تأييد القوات الجوية لجيش التحرير الشعبي الصيني بعد منافسة عام 2008 ضد عرض مقدم من شركة شنيانغ الذي كان أكبر من الجي-20.
وفي عام 2009، كشف مسؤول كبير في القوات الجوية لجيش التحرير الشعبي أن الرحلة الأولى كانت متوقعة في نوفمبر 2010، مع موعد دخول الخدمة بحلول عام 2019. في 22 ديسمبر 2010، خضع أول نموذج أولي من طراز جي-20 لاختبارات مشي على الارض عالية السرعة خارج معهد تشنغدو لتصميم الطائرات. وبعد ثلاثة أشهر، قام أول نموذج أولي برحلته الأولى في تشنغدو.
تم إجراء العديد من التغييرات على النماذج الأولية، بما في ذلك مدخل الهواء الجديد الذي لا يمكن ملاحظته والطلاء المساعد على التخفي، بالإضافة إلى الموازنات الرأسية المعاد تصميمها في عام 2014. وأشار المحللون إلى معدات وأجهزة جديدة لعمليات متعددة الأدوار مثل بودات الاستهداف المتكاملة للذخيرة الموجهة بدقة، وستة أجهزة استشعار إضافية تعمل بالأشعة تحت الحمراء يمكن ملاحظتها حول الطائرة. وفي ديسمبر 2015، تم رصد إصدار الإنتاج الأولي منخفض السعر (LRIP) بواسطة مراقب عسكري.
ذكرت وسائل الإعلام الحكومية الصينية في أكتوبر 2017 أن تصميمات J-20 قد تم الانتهاء منها، وهي جاهزة للإنتاج الضخم وكذلك جاهزة للقتال. وذكرت ايضا في يناير 2019، أنه يشاع أن نسخة ذات مقعدين من الجي-20 قيد التطوير لاستخدامها في القصف التكتيكي والحرب الإلكترونية وأدوار ضرب الحاملات.
في نوفمبر 2019، تم رصد طائرة مطلية بطلاء أصفر خلال اختبار طيرانها من قبل مراقبي الدفاع في منشأة تصنيع شركة تشنغدو. تم تجهيز الطائرة بمتغير جديد من محركات WS-10 Taihang مع فوهات احتراق مسننة لتعزيز التخفي. أشار التقرير إلى انهاء الشركة تصنيع الجي-20 بمحركات روسية منذ منتصف عام 2019.
ذكرت وسائل الإعلام الصينية أنة توجد نسخة جديدة من الجي-20، جي-20 B، تم الكشف عنها في 8 يوليو 2020 ودخلت الإنتاج الضخم في نفس اليوم. التغيير الوحيد الذي تم ذكره هو أن الجي-20 B كان يجب أن يكون مزودًا بالتحكم في الدفع الموجه. ظهرت تقارير متضاربة بشأن نوع المحرك الدقيق. أعرب المحلل أندرياس روبريشت عن شكوكه بشأن استخدام المحرك الروسي على الجي-20، حيث يعتقد أنها ستستخدم نوعًا مختلفًا من محركات الـ WS-10 والذي أطلق عليها WS-10C. لقد حسن هذا المحرك من قوة الدفع، وفوهات احتراق مسننة أكثر تخفيًا وموثوقية أعلى، لكنه غير مصمم لتوجيه الدفع على عكس WS-10 TVC الذي تم عرضه على الجي-20 في معرض الصين الدولي للطيران والفضاء 2018. ويعتقد المحلل جيمي هانتر أن نوع المحرك الجديد هو ما أسماه WS-10B-3، وهو محرك دفع صيني الصنع وهو الذي ظهر في معرض تشوهاي الجوي في 2018.

## التصميم

### الخصائص
تتميز الجي-20 بجسم طويل وعريض، مع قسم أنف مفلطح وقبة ة بدون إطار. مباشرة خلف قمرة القيادة توجد مآخذ يمكن ملاحظتها منخفضة. يتم وضع جميع الأسطح الكاذبة المتحركة ذات السطوح الثنائية الواضحة خلف المآخذ، متبوعة بامتدادات الحافة الأمامية المدمجة في جناح دلتا مع حواف خلفية مائلة للأمام. يحتوي الجزء الخلفي على زعانف مزدوجة خارجية تتحرك بالكامل، وشرائط بطنية قصيرة ولكن عميقة، وعوادم محرك دائرية تقليدية.
أحد معايير التصميم المهمة للجي-20 هو عدم الاستقرار المرتفع. يتطلب هذا سلطة مستمرة في الملعب عند زاوية هجوم عالية، حيث تفقد الطائرة التقليدية فعاليتها بسبب التوقف. من ناحية أخرى، يمكن أن ينحرف الخنزير عكس زاوية الهجوم، متجنبًا المماطلة وبالتالي الحفاظ على السيطرة. من المعروف أيضًا أن تصميم الكانارد يوفر أداءً أسرع من الصوت، وأداء دوران أسرع من الصوت وعبر الصوت، وأداء هبوط قصير المدى محسّن مقارنةً بتصميم جناح دلتا التقليدي.
تم دمج ملحقات الحافة الرائدة ورفع الجسم لتحسين الأداء في تخطيط الخنجر. قال المصمم إن هذا المزيج يولد 1.2 ضعفًا لرفع دلتا الكانارد العادية، و 1.8 مرة أكثر من تكوين دلتا نقي مكافئ الحجم. يدعي المصمم أن مثل هذا المزيج يسمح باستخدام جناح أصغر، مما يقلل من السحب الأسرع من الصوت دون المساس بخصائص الرفع إلى السحب العابرة التي تعتبر ضرورية لأداء دوران الطائرة.

### إلكترونيات الطيران وقمرة القيادة

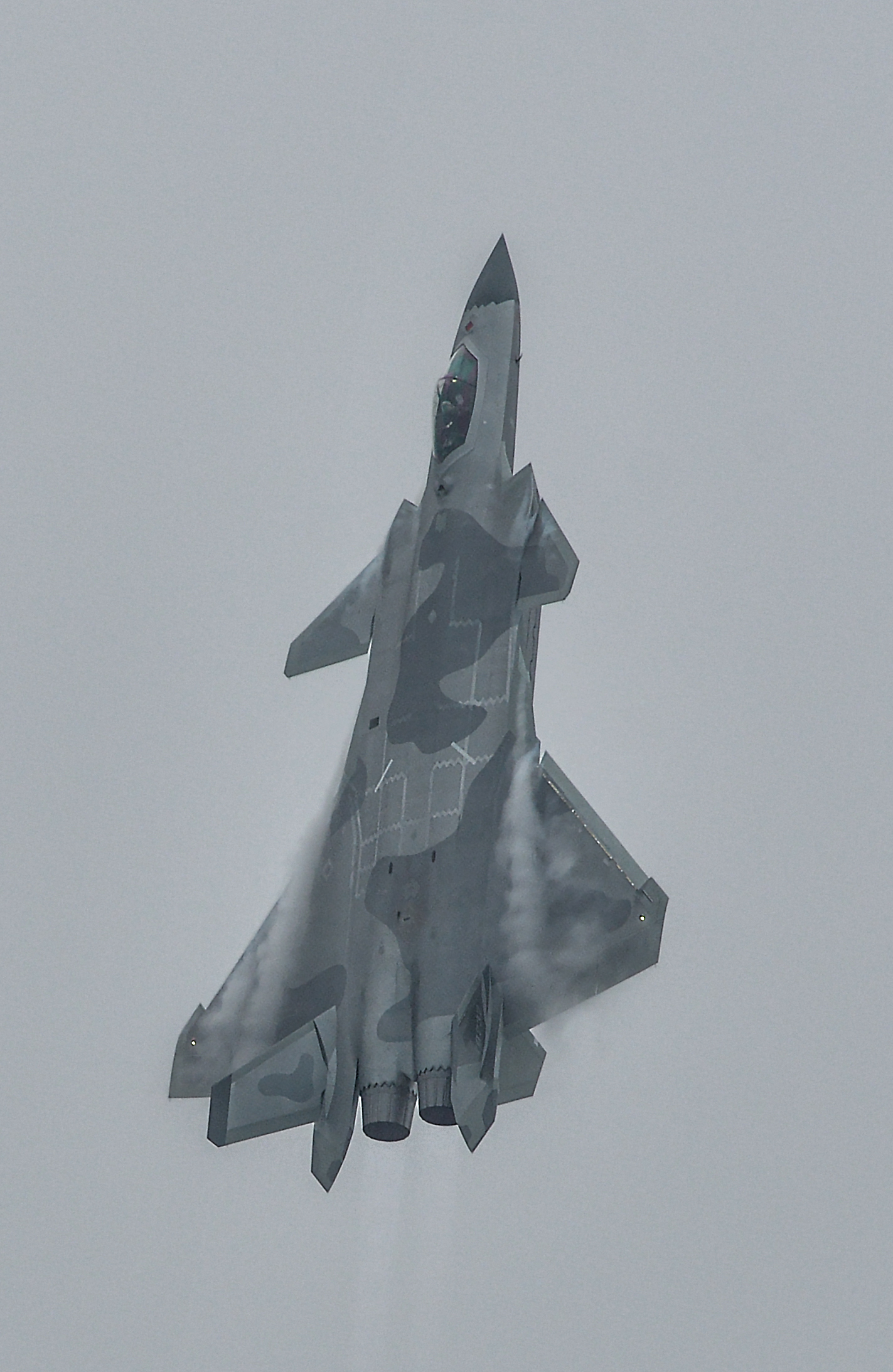
تحتوي الـ J-20 على نظام استهداف كهرو-بصري تحت أنفها. بينما يتم تركيب ست وحدات من مستشعرات نظام الفتحة الموزعة (DAS) حول جسم الطائرة.

#### رادار
لم يتم الإعلان عن المعلومات الرسمية حول نوع الرادار الذي تستخدمه طائرات الـ J-20. يعتقد بعض المحللين أن الـ J-20 تستخدم رادار طراز Type 1475/KLJ-5 نشط ممسوح إلكترونيًا (AESA) مع 1856 وحدة إرسال واستقبال، ولكن المعلومات الأحدث كشفت أن هذا الرادار مصمم للإصدارات المحدثة من الـ J-11D. ويشير محللون آخرون إلى أنه استنادًا إلى المقطع العرضي لأنف الـ J-20 والبيانات المتاحة حول سطح وحدة الإرسال والاستقبال واحدة في نظام الرادار AESA الخاص بالـ J-16، ومن المحتمل أن تكون طائرات الـ J-20 مناسبة لوحدات الإرسال والاستقبال 2000-2200.

#### الاستهداف والاتصال
تتميز النماذج الأولية بعد التطبيق "2011" ونماذج الإنتاج بقسم أنف منقح مع نظام استهداف كهرو-بصري بالأشعة تحت الحمراء ومجموعة اتصالات متقدمة أعلى الطائرة تمكنها من ربط البيانات مع المنصات الصديقة الأخرى في الخدمة، مثل طائرات الإنذار المبكر المحمولة جوا والطائرات بدون طيار. ستة مستشعرات كهروضوئية تسمى نظام الفتحة الموزعة على غرار الـ EODAS يمكن أن توفر تغطية 360 درجة للطيار مع نظام اندماج المستشعر الذي يجمع إشارة الرادار مع صورة الأشعة تحت الحمراء من أجل توفير وعي ظرفي أفضل. تم الإبلاغ عن الجمع بين بودات الاستهداف المتكاملة مع نظام التتبع البصري السلبي الموجود كرويًا بشكل مشابه لمفهوم تصميم مجموعة إلكترونيات الطائرات في الـ Lockheed Martin F-35. وطورت شركة Beijing A Star Science and Technology نظام الاستهداف الكهروبصري الـ EOTS-86 ونظام الفتحة الكهربائية الضوئية الموزعة للطائرة J-20 ومقاتلات الـ PLAAF الأخرى المحتملة لاكتشاف واعتراض الطائرات الشبحية.

#### قمرة القيادة وخوذة وشاشات العرض
تتميز الطائرة بقمرة قيادة زجاجية، مع شاشة لمس رئيسية ملونة كبيرة من الكريستال السائل (LCD)، وثلاث شاشات مساعدة أصغر، وشاشة عرض ثلاثية الأبعاد عريضة الزاوية (HUD). ويبلغ حجم شاشة الـ LCD الأساسية 24×9 بوصات (25.63 قطريًا) مع نظامين للإضاءة الزائدة عن الحاجة.

### التسليح

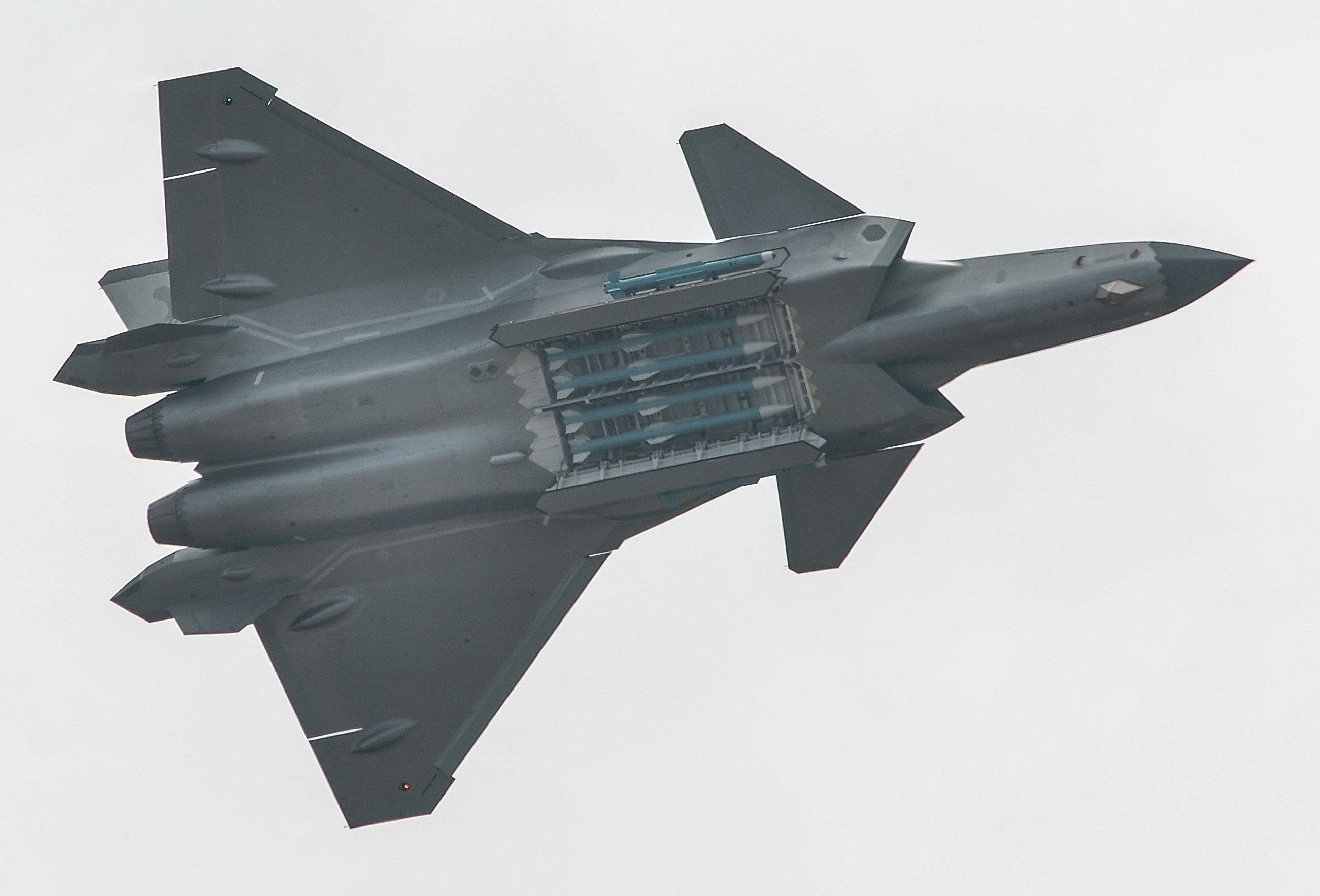
الـ J-20 تعرض فتحات الأسلحة والصواريخ وإلكترونيات الطيران خلال معرض الصين الجوي 2018.

حجرة الأسلحة الرئيسية قادرة على استيعاب كل من صواريخ جو - جو قصيرة وطويلة المدى طرازات PL-9 و PL-12C/D و PL-15 و PL-21 في حين أن فتحتا السلاح الجانبيتان الأصغر خلف مداخل الهواء مخصصة للصواريخ قصيرة المدى طراز PL-10. وتسمح هذه الفتحات الجانبية بإغلاق أبواب الخليج قبل إطلاق الصاروخ، مما يسمح بإطلاق الصاروخ في أقصر وقت ممكن بالإضافة إلى تعزيز التخفي. وأفادت التقارير أن الـ J-20 تفتقر إلى مدفع آلي داخلي أو مدفع دوار، مما يشير إلى أن الطائرة ليس الغرض منها استخدامها في اشتباكات قصيرة المدى مع طائرات أخرى، ولكن إشراكها في نطاقات مواجهة طويلة بصواريخ مثل الـ PL-15 والـ PL -21.
في حين أن المقاتل يحمل أسلحة داخليًا، فإن الأجنحة تشتمل على أربع نقاط صلبة لتوسيع المدى عن طريق حمل خزانات وقود إضافية. ومع ذلك، مثلها مثل الـ F-22، من غير المرجح أن تحمل الـ J-20 خزانات وقود في مهام قتالية بسبب ضعفها في مثل هذا التكوين، وبالتالي يظل هذا التكوين ذا قيمة لعمليات وقت السلم، مثل العبور بين القواعد الجوية. المقاتلة قادرة على حمل أربعة صواريخ جو - جو متوسطة إلى طويلة المدى في الحجرة الرئيسية وصاروخ قصير المدى واحد في كل حجرة سلاح جانبية للطائرة. ومن الممكن إجراء ترتيب متدرج مع ستة صواريخ PL-15 اعتمادًا على قاذفة القضيب الحديدية للصاروخ المركب في المستقبل.

### المحركات
دخلت مقاتلات الـ J-20 الإنتاج بواسطة محركات Saturn AL-31، ويقال أنها من طراز AL-31FM2، مع قوة دفع تقدر بـ 145 كيلو نيوتن. وتم تزويد بعض منها بمحركات Shenyang WS-10 أيضًا. ويقال أنها طراز WS-10B. وربما يتم احلال الـ WS-10 محل الـ AL-31 في منتصف عام 2019. المحرك المقصود هو من نوع Xian WS-15 بقوة دفع تبلغ 180 كيلو نيوتن. وتتطلب الـ J-20 إضافة محرك الـ WS-15 للقيام برحلة فائقة supercruise. اعتبارًا من أغسطس 2019، كان الـ WS-15 قيد التطوير. هناك تقارير متضاربة بشأن محركات الـ J-20B. تم التعرف على المحرك على أنه من طراز AL-31FM2، أو البديل له WS-10؛ "WS-10C" لأندرياس روبريشت، أو الـ "WS-10B-3" لجيمي هانتر. تم عرض WS-10B-3 المجهز بـ TVC في معرض الصين الدولي للطيران والفضاء لعام 2018. تم تجهيز الطائرة بمسبار للتزود بالوقود قابل للسحب مضمن على الجانب الأيمن من قمرة القيادة، لمساعدة المقاتل على الحفاظ على التخفي أثناء الطيران لمسافات أكبر.

### التخفي
لاحظ المحللون أن أنف ومظلة J-20 تستخدم تصميمًا شبحيًا مشابهًا للطائرة F-22 ، مما يؤدي إلى أداء توقيع مماثل في تصميم ناضج في المقدمة، بينما قد يعرض جانب الطائرة وفوهات المحرك المتماثلة المحورية الطائرة للرادار .  تم تشغيل نموذج أولي واحد بواسطة محركات WS-10G المزودة بفوهات وبلاطات ذات حواف خشنة لمزيد من التخفي.
أثار آخرون شكوكًا حول استخدام القنابل في تصميم منخفض الملاحظة، مشيرين إلى أن الكاذبات ستضمن الكشف عن الرادار وتسوية التخفي.  ومع ذلك، فإن الكذب وقابلية الملاحظة المنخفضة ليست تصميمات متعارضة. قام اقتراح نورثروب جرومان للمقاتلة التكتيكية المتقدمة التابعة للبحرية الأمريكية بتضمين القنابل على هيكل طائرة خفي.  استخدمت شركة لوكهيد مارتن الكناري على هيكل طائرة خفية لبرنامج Joint Advanced Strike Technology (JAST) أثناء التطوير المبكر قبل إسقاطها بسبب مضاعفات تعافي حاملات الطائرات.  ماكدونيل دوغلاس ووكالة ناساظهرت X-36 كاذبة واعتبرت شديدة التخفي.  يمكن تقليل المقطع العرضي للرادار بشكل أكبر عن طريق التحكم في انحراف الكاذب من خلال برنامج التحكم في الطيران، كما هو الحال في يوروفايتر .
يسمح المدخل الأسرع من الصوت (DSI) للطائرة بالوصول إلى Mach 2.0 مع مدخل أبسط مما هو مطلوب تقليديًا، ويحسن أداء التخفي من خلال القضاء على انعكاسات الرادار بين المحول وجلد الطائرة. لاحظ المحللون أن J-20 DSI يقلل من الحاجة إلى تطبيق المواد الماصة للرادار .
في مايو 2018 ، ادعى قائد القوات الجوية الهندية المارشال بي إس دانوا أن مقاتلاتها من طراز Su-30MKI يمكنها اكتشاف J-20 من "على بعد عدة كيلومترات" وسط تقارير من وسائل الإعلام الهندية أن J-20 لم يكن من الممكن اكتشافها.  أشار المحلل جوستين برونك من معهد رويال يونايتد للخدمات إلى أن الصينيين ربما يحلقون على متن طائرة J-20 باستخدام عاكسات الرادار أثناء وقت السلم لأغراض السلامة والتدريب نظرًا لاحتمال وقوع حوادث وتحديد هوية الطائرات أو المنشآت الأرضية الأخرى.

## التاريخ التشغيلي
مقاتلتان من طراز J-20 في التشكيل

### اختبار الطيران
في 11 يناير 2011 ، قامت J-20 بأول رحلة لها، استغرقت حوالي 15 دقيقة، مع Chengdu J-10B بمثابة طائرة مطاردة .  بعد الرحلة الناجحة، أقيم حفل حضره الطيار، لي جانج، كبير المصممين يانغ وي والجنرال لي أندونغ، نائب مدير عام التسليح.  في 17 أبريل 2011 ، تم إجراء رحلة تجريبية ثانية لمدة ساعة و 20 دقيقة.  في 5 مايو 2011 ، تم إجراء رحلة تجريبية لمدة 55 دقيقة تضمنت سحب معدات الهبوط.
في 26 فبراير 2012 ، قامت طائرة J-20 بمناورات مختلفة على ارتفاعات منخفضة.  في 10 مايو 2012 ، خضع نموذج أولي ثان لاختبارات تاكسي عالية السرعة، واختبار طيران بدأ في وقت لاحق من ذلك الشهر.  في 20 أكتوبر 2012 ، ظهرت صور لنموذج أولي جديد، يظهر رادومًا مختلفًا، والذي كان من المتوقع أن يضم رادار AESA . في مارس 2013 ، ظهرت صور لخلجان الأسلحة الجانبية، بما في ذلك سكة إطلاق الصواريخ.
في 16 كانون الثاني (يناير) 2014 ، تم الكشف عن نموذج أولي من طراز J-20 ، يُظهر مدخلًا جديدًا وطلاءًا متخفيًا، بالإضافة إلى مثبتات رأسية أعيد تصميمها، ونظام استهداف كهربائي بصري .  هذه الطائرة المعينة، المرقمة "2011" ، قامت برحلتها الأولى في 1 مارس 2014 ويقال إنها تمثل المعيار الأولي قبل التسلسل. بحلول نهاية عام 2014 ، تم نقل ثلاثة نماذج أولية أخرى قبل التسلسل: الرقم "2012" في 26 يوليو 2014 ، والرقم "2013" في 29 نوفمبر 2014 وأخيرًا الرقم "2015" في 19 ديسمبر 2014.
في 13 سبتمبر 2015 ، بدأ اختبار نموذج أولي جديد يحمل علامة "2016". كان لديها تحسينات ملحوظة، مثل مطبات DSI التي تم تغييرها على ما يبدو على المآخذ، والتي توفر الوزن والتعقيد وتوقيع الرادار. اقترحت تغييرات DSI إمكانية استخدام محركات أكثر قوة من سابقاتها، ومن المرجح أن تكون مشتق دفع متقدم 14 طنًا من محركات AL-31 الروسية أو محركات Shenyang WS-10 التوربينية الصينية، بحلول عام 2020 ، J-20 من المخطط استخدام 18-19 طن WS-15المحرك، مما يتيح للطائرة الانطلاق بسرعة فائقة دون استخدام حواجز احتراق. تم توسيع أذرع الطيران شبه المنحرفة حول المحركات، ربما لتلائم الرادارات المواجهة للخلف أو معدات التشويش الإلكترونية. يمتد جسم الطائرة بالكامل تقريبًا حتى فوهات عادم المحرك. بالمقارنة مع سابقاتها في "2014" و "2015" ، فإن جسم الطائرة J-20 يحتوي على مساحة أكبر للمحرك داخل جسم الطائرة الخفي، مما يوفر مزيدًا من التخفي المواجه للخلف ضد رادار العدو.
في نوفمبر 2015 ، انطلق نموذج أولي جديد من طراز J-20 ، يحمل رقم 2017 ، إلى السماء. التغيير الأكثر أهمية في النموذج الأولي الجديد هو مظلة قمرة القيادة المعاد تشكيلها، والتي توفر للطيار رؤية أكبر. يشير عدم وجود تغييرات أخرى في التصميم إلى أن "2017" قريب جدًا من التكوين النهائي لإنتاج J-20. نظرًا لأن "2017" هو آخر نموذج أولي لـ J-20 ، فمن المرجح أن يبدأ الإنتاج الأولي منخفض السعر لـ J-20 في عام 2016.  وقد تم الإبلاغ عن أن تصميم J-20 قد نضج بالفعل ولن يكون بشكل مباشر استخدم محرك 117S.
اعتبارًا من مارس 2017 ، كانت لا تزال هناك سلسلة من المشكلات الفنية التي يجب معالجتها، بما في ذلك موثوقية محركات WS-15 ، ونظام التحكم في الطيران، والطلاء الخفي ومواد الهيكل، ومستشعر الأشعة تحت الحمراء.

### إنتاج
في أواخر ديسمبر 2015 ، تم رصد طائرة J-20 جديدة برقم 2101 ؛ يُعتقد أنه نسخة LRIP للطائرة.
في أكتوبر 2017 ، ذكرت وسائل الإعلام الصينية أن شركة Chengdu Aerospace Corporation (CAC) بدأت سلسلة إنتاج لـ J-20 وهي في طريقها نحو تحقيق القدرة التشغيلية الكاملة مع القوات الجوية لجيش التحرير الشعبي (PLAAF).  البداية، أدى عدم وجود محرك مناسب محلي الإنتاج إلى إعاقة الإنتاج الضخم للطائرة J-20 ، ولكن في سبتمبر 2018 ، تم الإبلاغ عن وجود مشكلات في تطوير محرك WS-15 ، لا سيما موثوقية تم إصلاح ارتفاع درجة حرارة ريش التوربينات عند السرعات القصوى وبعد إجراء مزيد من التحسينات الطفيفة، يجب أن تكون جاهزة للتركيب على نطاق واسع بحلول نهاية عام 2018.
في عام 2019 ، بدأت شركة Chengdu Aerospace Corporation في تصنيع J-20 المزودة بمحرك WS-10 Taihang صيني الصنع.  J-20s المصنعة بعد منتصف عام 2019 لم تعد مزودة بمحركات AL-31F المروحية الروسية.

### تعيين
ما لا يقل عن ست طائرات J-20 في الخدمة الفعلية، مع تحديد أرقام الذيل 78271-78276. يُعتقد أن ستة أخرى جاهزة للتسليم بحلول نهاية ديسمبر 2016.  في 9 مارس 2017 ، أكد المسؤولون الصينيون أن J-20 دخلت الخدمة في سلاح الجو الصيني. من المتوقع أن يتم تجهيز الصين قبل عام 2020 بطائرة تشنغدو J-20 المقاتلة المنخفضة المراقبة. اقترح المعهد الدولي للدراسات الاستراتيجية (IISS) أن الولايات المتحدة قد تفقد ريادتها في الطائرات الشبح التشغيلية.
دخلت J-20 الخدمة رسميًا في سبتمبر 2017  مما جعل الصين ثاني دولة في العالم - بعد الولايات المتحدة - والأولى في آسيا التي تستخدم طائرات شبح من الجيل الخامس .
بدأت PLAAF في إدخال طائرات J-20 في الوحدات القتالية في فبراير 2018. ودخلت الطائرة الخدمة مع اللواء الجوي التاسع المتمركز في قاعدة ووهو الجوية، مقاطعة آنهوي في أواخر عام 2018 - مارس 2019 ، لتحل محل مقاتلات Su-30MKK المنتشرة سابقًا هناك.
في 27 أغسطس 2019 ، وافقت اللجنة العسكرية المركزية لجيش التحرير الشعبي على J-20 كمقاتل أساسي مستقبلي لـ PLAN ، متغلبًا على FC-31 . تشير الحجج الخاصة بالطائرة J-20 إلى أن الطائرة أكثر تقدمًا وأطول مدى وتحمل حمولة أثقل من FC-31 ، بينما جادل أولئك الذين يدعمون FC-31 بأنها أرخص وأخف وزنًا وأكثر قدرة على المناورة من J- 20. من المحتمل أن يتم تشغيل J-20 على حاملة الطائرات Type 002 قيد الإنشاء، ومع ذلك، فإن طول J-20 يعني أنه يجب تقصيرها حتى يمكن اعتبارها قابلة للتشغيل على حاملة طائرات.

### تدريب
بدأ التدريب التجريبي للطائرة J-20 في وقت مبكر من مارس 2017 ، بعد أن دخلت المقاتلة الخدمة المحدودة في مرحلة القدرة التشغيلية الأولية (IOC). خلال مرحلة اللجنة الأولمبية الدولية، تم تجهيز المقاتلات بعواكس الرادار، والمعروفة أيضًا باسم عدسة لونبورغ لتكبير وإخفاء المقطع العرضي للرادار الفعلي.
شاركت J-20 في أول تدريب قتالي لها في يناير 2018 ، حيث مارست مناورات خارج المدى البصري ضد مقاتلات الصين من الجيل الرابع مثل J-16 و J-10C . تم الإبلاغ عن التمرين ليكون واقعيا.  يسمح التدريب مع الأجيال المختلطة للطيارين بالتعرف على طائرات الجيل الخامس، وتطوير تكتيكات لصالحهم وضدهم.  كشفت وزارة الدفاع الوطني الصينية أيضًا أن طائرة J-20 قامت بمهام مواجهة ليلية خلال العديد من التدريبات التكتيكية المنسقة.
شاركت J-20 في أول تمرين قتالي فوق المحيط في مايو 2018.

## الآثار الاستراتيجية

### سياسي
تزامنت الرحلة التجريبية الأولى مع زيارة وزير دفاع الولايات المتحدة روبرت جيتس للصين، وقد فسرها البنتاغون في البداية على أنها إشارة محتملة للوفد الأمريكي الزائر. وفي حديثه إلى الصحفيين في بكين، قال الوزير غيتس "سألت الرئيس هو جين تاو عن ذلك مباشرة، وقال إن الاختبار لا علاقة له بزيارتي على الإطلاق، وكان هناك اختبار مخطط له مسبقًا."  بدا هو متفاجئًا بتحقيق جيتس، مما أثار تكهنات بأن الاختبار ربما كان إشارة أرسلها الجيش الصيني من جانب واحد.  أبراهام م. الدنمارك من مركز الأمن الأمريكي الجديد في واشنطن، إلى جانبمايكل سوين، الخبير في جيش التحرير الشعبى الصينى والعلاقات العسكرية بين الولايات المتحدة والصين، وأوضح أن كبار المسؤولين لا تشارك في إدارة يوما بعد يوم من تطوير الطائرات وكانت على علم الاختبار.

### الجيش
قلل روبرت جيتس من أهمية الطائرة من خلال التساؤل عن مدى تخفي J-20 ، لكنه ذكر أن J-20 "ستعرض بعض قدراتنا للخطر، وعلينا الانتباه إليها، علينا الرد بشكل مناسب مع برامجنا الخاصة ".  شهد مدير المخابرات الوطنية الأمريكية جيمس آر كلابر أن الولايات المتحدة كانت على علم بالبرنامج لفترة طويلة وأن الرحلة التجريبية لم تكن مفاجأة.
في عام 2011 ، شعر لورين ب.طومسون، الذي ردده تقرير مؤسسة RAND لعام 2015 ، أن توليفة J-20 من التسلل الأمامي والطويل المدى يعرض الأصول السطحية الأمريكية للخطر، وأن قدرة الضربة البحرية بعيدة المدى قد تتسبب في المزيد قلق من مقاتلة ذات تفوق جوي قصير المدى مثل طائرة F-22.  في تقريره السنوي لعام 2011 إلى الكونغرس، وصف البنتاغون طائرة J-20 بأنها "منصة قادرة على اختراق الضربات بعيدة المدى في بيئات الدفاع الجوي المعقدة."  يشير تقرير صدر عام 2012 عن لجنة المراجعة الاقتصادية والأمنية بين الولايات المتحدة والصين إلى أن الولايات المتحدة ربما تكون قد قللت من تقدير سرعة تطوير طائرة J-20 والعديد من مشاريع التطوير العسكري الصينية الأخرى.
لم يتمكن المراقبون من التوصل إلى توافق في الآراء بشأن الدور الأساسي لـ J-20.  استنادًا إلى الصور الأولية مع التركيز على حجم الطائرة، أشارت التكهنات المبكرة إلى J-20 على أنها مكافئة لـ F-111 مع قدرة قليلة أو معدومة في الجو . رأى آخرون أن J-20 مقاتلة تفوق جوي محتملة بمجرد توفر المحركات المناسبة.  تشير التكهنات الأكثر حداثة إلى J-20 كمقاتلة جو-جو مع التركيز على التخفي الأمامي، والديناميكا الهوائية عالية السرعة، والمدى، وخفة الحركة المناسبة. يمكن أن تهدد J-20 بسلاحها الصاروخي بعيد المدى الناقلات الضعيفة ومنصات ISR / C2 مثلBoeing KC-135 Stratotanker و Boeing E-3 Sentry AWACS ، مما يحرم واشنطن من تغطية الرادار ونطاق الضربة.  ومع ذلك، فقد ورد أن أحد هذه الأهداف، وهو Northrop Grumman E-2D Advanced Hawkeye ، قد تم تحسينه لاكتشاف الطائرات الشبحية ذات الحجم المقاتل مثل J-20.
بعد إعلان النشر، أشار العديد من المحللين إلى أن التجربة التي ستكتسبها القوات الجوية لجيش التحرير الشعبي مع مقاتلات J-20 ستمنح الصين ميزة كبيرة على الهند واليابان وكوريا الجنوبية، التي كافحت في تصميم وإنتاج مقاتلاتها من الجيل الخامس في الموعد المحدد. .  ومع ذلك، على الرغم من فشل مشاريعهم المحلية، فإن اليابان وكوريا الجنوبية تشغلان طائرة F-35A المستوردة، مما يلغي هذا التفاوت التكنولوجي المحتمل.  أنشأ سلاح مشاة البحرية الأمريكية نسخة طبق الأصل كاملة الحجم (FSR) من طراز Chengdu J-20 في ديسمبر 2018. شوهدت النسخة المتماثلة متوقفة خارج مركز السيطرة الجوية في مطار سافانا هيلتون هيد في جورجيا. وأكد سلاح مشاة البحرية الأمريكي في وقت لاحق أن الطائرة صنعت للتدريب.

## مميزات
وفق تقرير أسترالي فإن المقاتلة جي-20 تتمتع بعدد من المميزات منها ما استنتجت بعد معاينة الأنموذج:
- تزود بالوقود في الجو.
- تقنية التخفي.
- سرعات فوق صوتية مستدامة دون الحاجة إلى حراقات لاحقة.
- بدن الطائرة مناسب للتخفي أكثر من المقاتلة الروسية ت-50 وحتى الأمريكية إف-35 ومشابه للمقاتلة ف-22.

## عيوب
ذكرت تقرير أعدته صحيفة تيليغراف البريطانية أنه ورغم التطور الصيني المباغت إلا أن أجهزة الكهروطيران الصينية والمستعملة في المقاتلة لا تزال متأخرة بجيل عن نظيرتها الأمريكية والروسية والأوروبية .وأن تصميم الطائرة يعود إلى 25 سنة مضت وأن الصين لم تقلص سوى جزء يسيرا من الفجوة التقنية بينها وبين رواد العالم.

## الجدل
في أبريل 2009، أشار تقرير لصحيفة وول ستريت جورنال إلى أنه، وفقًا للبنتاغون، تم اختراق المعلومات من طائرة لوكهيد مارتن إف-35 لايتنينغ من قبل مهاجمين مجهولين يبدو أنهم من الصين. هناك بعض التكهنات بأن الحل الوسط لبرنامج إف-35 ربما ساعد في تطوير الجي-20. انظر أيضًا هنا أدناه تحت الاستهداف والتواصل.

## المشغلون
الصين
- تسلمت القوات الجوية لجيش التحرير الشعبي 50 وحدة اعتبارا من كانون الأول/ديسمبر 2019.[29][73]

## المواصفات
المعلومات من أسبوع الطيران وتقنية الفضاء.

### الخصائص العامة
- الطاقم: طيار واحد، واحيانا طيارين في بعض النسخ.
- الطول: 20.4م (66.8 قدم).
- باع الجناح: 13.5م (44.2 قدم).
- مساحة الجناح: 78م2 (840 قدم مربع).
- الوزن فارغ: 19391كجم (42750 رطلاً).
- الوزن الإجمالي: 32.092كجم (70750 رطلاً).
- أقصى وزن للإقلاع: 37.013كجم (81600 رطل).[74]
- سعة الوقود: 11340كجم (25000 رطل) داخليًا.
- المحرك: 2× WS-10B أو AL-31FM2 مزدوج،[62][75] ما بعد الحرق المروحي، 140 أو 145كيلو نيوتن (31000 أو33000رطل) مع الحارق اللاحق. أو المحرك: 2× WS-15 (قيد التطوير)،[76][76] محرك توربيني بعد الاحتراق، 180كيلو نيوتن (40000رطل) مع احتراق لاحق.

### الأداء
- السرعة القصوى: 2ماخ.[9][77]
- المدى: 6000كم (3700ميل، 3200 نمي)
- مدى القتال: 2000كم (1200ميل، 1100ميل بحري)
- سقف الخدمة: 20000 م (66000قدم)
- حدودg: بين +9/-3
- معدل الصعود: 304م/ث (59800قدم/دقيقة).[78]
- تحميل الجناح: 340كجم/م2 (69رطل/قدم مربع).
- الدفع/الوزن: 0.92 (1.12مع وزن محمل و50٪ وقود) مع AL-31FM2 (تقديري)

### التسليح
- فتحات السلاح الداخلية
  - صواريخ PL-10 جو-جو قصيرة المدى.[79]
  - صواريخ PL-12 جو-جو متوسطة المدى.[78]
  - صواريخ PL-21 جو-جو طويلة المدى.[78]
  - صواريخ PL-15 طويلة المدى خلف مدى الرؤية.
  - قنابل LS-6 موجهة بدقة.
- نقاط تعليق خارجية
  - 4× برج سفلي قادر على حمل خزانات الوقود الخارجية القابلة للإسقاط.

### إلكترونيات الطيران
- رادار Type 1475 طراز ايسا نشط.
- نظام الاستهداف الكهروبصري EOTS-86.[80]
- البحث والتتبع بالأشعة تحت الحمراء EORD-31.[80]
- نظام الفتحة الموزعة.[13]

### الطائرات ذات الدور المماثل
- لوكهيد مارتن إف-22 رابتور - مقاتلة تفوق جوي أمريكية من الجيل الخامس.
- لوكهيد مارتن إف-35 لايتنيغ الثانية - ثاني مقاتلات الجيل الخامس الأمريكية.
- شنيانغ جيه-35 - مقاتلة من الجيل الخامس قيد التطوير حاليا من قبل شركة شنيانغ للطائرات.
- سوخوي سو-57 - مقاتلة روسية من الجيل الخامس.

### قوائم ذات صلة
- قائمة الطائرات المقاتلة.
- قائمة طائرات الصين الحربية.